# محمود بن محمد الشنقيطي المدني
محمود (سيدي محمود) بن محمد بن محمد المختار بن سيدي محمود بن الجيلاني بن عبد الله (النَّـهَاه) بن المرابط سيدي محمود.
ولد في المدينة المنورة عام 1384هـ 1964م، سعودي الجنسية. ينحدر من فرع قبيلة «أهل سيدي محمود» (ايدوالحاج)، والنسبة إليها الحاجٍيّ، وهي قبيلة عربية مشهورة تسكن شرق موريتانيا، يُجمع نسّابوا بلاد شنقيط على أنها تنحدر من أصول حِمْيريّة قحطانية. كما  برع في علم التفسير، وله كتاب شهير اسمه أضواء البيان في تفسير القرآن 

## تعليمه النظامي وأعماله الوظيفية
تلقى تعليمه النظامي حتى الجامعة في مدارس تحفيظ القرآن في المدينة المنورة، تخرج في كلية التربية قسم الدراسات الإسلامية التي ضمتها جامعة طيبة فيما بعد.
- عمل في وزارة التربية والتعليم (وزارة التعليم حاليا) من عام 1409هـ مدرساً ثم وكيلاً للمدرسة ثم مديراً حتى عام 1416هـ.
- انتقل للعمل في وزارة الشؤون الإسلامية بوظيفة (داعية) من عام 1417هـ حتى عام 1441هـ.
- حصل على الماجستير عام 2004 م، في أصول الفقه من الجامعة الوطنية اليمنية، وكان عنوان أطروحته «سلم الوصول لمحنض بابه».

تحقيق ودراسة ومقارنة مع الكوكب الساطع ومراقي السعود.
- حصل على الدكتوراة في الفقه المقارن عام 2008م، من جامعة أم درمان الإسلامية في السودان، وكان عنوان أطروحته «الأحكام الخاصة بالمكيين ومن في حكمهم في الحج والعمرة».
- حصل على دبلومات من مدارس مختلفة للبرمجة اللغوية، أعلاها من الدكتور إبراهيم الفقي.
- حصل على إجازات وأسانيد تزيد على عشرين إجازة في مختلف العلوم الشرعية.[1]

## شيوخه
أخذ ولقي كثيرا من علماء عصره، ويمكن تقسيم شيوخه الذين تلقى عنهم إلى ثلاث طبقات:
- الطبقة الأولى:

الذي أخذ عنهم مباشرة في مجالس ودروس خاصة وهم:
1ـ الشيخ سيد أحمد بن الشيخ المعلوم البُصادي المتوفى عام درس عليه مبادئ العربية ونظم أسهل المسالك في الفقه المالكي.
2ـ الشيخ عبد الله بن محمد الغـُنـَيـْمان أخذ عنه في العقيدة، لازمه عند بداية دروسه في المسجد النبوي وختم معه كتاب التوحيد واقتضاء الصراط ا لمستقيم، وجمع اختياراته في العقيدة.
3ـ الشيخ أحمد محمود بن عبد الوهاب درس عليه الورقات وجزء من شرح مراقي السعود ومذكرة أصول الفقه للأمين الشنقيطي.
4ـ الشيخ مختار بابا بن آدو درس عليه نظم العلامة محنض بابه لجمع الجوامع في الأصول «سلم الوصول».
5ـ الشيخ محمد عبد الله بن عبد المؤمن المجلسي درس عليه في السيرة النبوية كتاب ابن عبد البر«الدرر في اختصار المغازي والسير» ونظم البدوي في الغزوات ونظم ابن عاشر في الفقه المالكي.
6ـ الشيخ الدكتور محمد المختار بن محمد الأمين الشنقيطي عضو هيئة كبار العلماء بالمملكة العربية السعودية، من عام 1408ـ 1415هـ.
لازم دروسه في الفقه الحنبلي، في كتاب «عمدة الفقه» في المنزل وفي مسجد الدوسري بالمدينة المنورة، ونظم ختم درسه عمدة الفقه في منظومة رجزية، ولازم دروس شرح بلوغ المرام في مسجد الجامعة الإسلامية، وله مشاعرات فيه، منها حين رُشّح عضوا في هيئة كبار العلماء أرسل له التهنئة في أبيات منها:
وُفــِّقـْـتَ ياعـالـمـا قـد جـاوز القِـمـمـا
مـن رشـحــوك هـم الحُـكـّـامُ والحُـكـَـمـا.
7ـ الشيخ الدكتور فيحان بن شالي المطيري درس عليه في الفقه الحنبلي، العبادات والمعاملات من زاد المستقنع في بيته.
8ـ الشيخ محمد أحمد بن عبد القادر الغلاوي ت 1418هـ، فدرس عليه في مصطلح الحديث، «طلعة الأنوار اختصار ألفية العراقي في الحديث»، وتردد عليه في منزله وفي المسجد النبوي.
9ـ الشيخ أحمدو بن محمد حامد بن آلا الحسني شيخ العربية في زمانه أخذ عنه كثيرا، وطالت مجالسته له، وتردده عليه، وأخذ عنه في علوم الآلة وعلوم المقاصد، حيث درس عليه في: النحو والصرف والمنطق والأدب العربي والتفسير وغريب ألفاظ القرآن والسنة.
10ـ الشيخ محمد الحسن الخديم من علماء موريتانيا، درس عليه المنطق وبعض أنظامه وأجازه بها.
11ـ الشيخ الدكتور مختار بن بابا آدو، درس عليه سلم الوصول نظم جمع الجوامع، وكانت له لمسات على بحث الماجستير فيه.
- الطبقة الثانية:

من تشرف بتدريسهم له، ضمن طلاب الكلية وخصّوه بعنايتهم وهم:
1ـ الشيخ محمد نمر الخطيب ت 1431هـ.
2ـ الشيخ الدكتور خليل ملا إبراهيم خاطر.
3ـ الشيخ الدكتور: علي عبد الله جابر القارئ المشهور، إمام الحرم ت 1425هـ، وكان يوده كثيرا ولا يناديه إلا ب" يامحمودٌ بـِرُّه.
4ـ الشيخ الدكتور: صالح بن سعيد باقلاقل يتميز بحسن وسهولة عرض المعلومة وتفهيم الطلاب، وكانت له معه مجالس علمية خاصة في منزل الشيخ ومحبة وود.
5ـ الدكتور محمد الأحمد السوري، صاحب كتاب «أحد نصر لاهزيمة» وتأثر بطريقة عرضه الإيمانية للتاريخ الإسلامي.
6ـ الشيخ الدكتور عمر بن حسن فلاته.
7ـ الشيخ زهير بن إبراهيم الخالد درس عليه في السيرة النبوية والإستشراق.
- الطبقة الثالثة:

مشاهير وأعلام التقى بهم، واستفاد منهم، وجالسهم في مجالس عامة أو خاصة ومنهم:
1ـ الشيخ محمد المختار بن أحمد مزيد ت 1406هـ، والد شيخه الشيخ محمد، حضر بعض دروسه في المسجد النبوي في آخر سنتين من حياته.
2ـ الشيخ محمد ناصر الدين الألباني حضر بعض مجالسه في المدينة المنورة.
3ـ الشيخ حماد الأنصاري حضر مجالس خاصة له وفي مناسبات واستفاد منه في استشارات علمية.
4ـ الشيخ عبد العزيز ابن باز حضر بعض دروسه وله مواقف خاصة معه.
5ـ الشيخ محمد بن صالح العثيمين حضر بعض دروسه في مكة والمدينة وفي بعض العطل الصيفية في عنيزة.
6ـ الشيخ على بن سعيد الغامدي حضر بعض دروسه الفقهية في ا لمسجد النبوي.
7ـ الشيخ المحدث عمر بن محمد فلاته ت 1419هـ حضر بعض دروسه في المسجد النبوي، وكانت له زيارات خاصة له في بيته.
8ـ الشيخ محمد سالم بن عبد الودود سافر معه واتصل به واستفاد منه.
9ـ الشيخ بكر بن عبد الله أبوزيد كانت له مجالس خاصة معه.
10ـ الشيخ الدكتور محمد بن سيدي الحبيب استفاد منه كثيرا وأشرف على رسالة الماجستير.

## نشاطات دعوية
زار كثيراً من الدول للدعوة إلى الله عزوجل، وألقى محاضرات ودورات علمية وتربوية كأستراليا وبلجيكا وكينيا والسودان والمالديف وقطر وغيرها.
- قدّم بعض البرامج الإذاعية في إذاعة نداء الإسلام، وبعض البرامج التلفزيونية، وله مشاركات في المجلات والصحف.
- عضو التوعية الإسلامية للحج والعمرة من عام 1418هـ ـ 1998 م حتى الآن.
- عضو المجلس العلمي لمشروع تعظيم قدر النبي ﷺ التابع لرابطة العالم الإسلامي ـ مؤسسة مكة بالمدينة المنورة.
- عضو مجلس الأئمة بأستراليا.

## مؤلفاته
- إنها سكينة المدينة.
- دليل الوسائل الدعوية.
- الأربعون في تعظيم قدر النبي صلى الله عليه وسلم.
- أبناء أم المؤمنين عائشة كيف ينصرونها؟.
- الأحكام الخاصة بالمكيين في الحج والعمرة (بحث ماجستير).
- شرح وتحقيق لمنظومة سلم الوصول إلى علم الأصول لمنحض بابه الديماني (بحث دكتوراة).